# Cofradía Penitencial de La Oración del Huerto y San Pascual Bailón
La Cofradía Penitencial de La Oración del Huerto y San Pascual Bailón es una de las 20 cofradías que existen, en la actualidad, en la Semana Santa de Valladolid.

## Historia
El 13 de marzo de 1939, un grupo de hortelanos y jardineros se reunieron en el salón de cabildos de la iglesia de las Angustias para constituir una nueva cofradía bajo la dirección del párroco de la iglesia de San Pedro Apóstol -después lo sería de la de Santiago- Ricardo Núñez del Olmo, con el objetivo de alumbrar, acompañar y adornar con el mayor esplendor en la Procesión General de Viernes Santo el paso de La Oración del Huerto que se venera en la iglesia de la Vera Cruz, donde estableció su sede. Fue ratificada por el Arzobispo Antonio García y García el 2 de mayo del mismo año, con doce cofrades.
Tuvo como antecedente la Cofradía Sacramental de San Pascual Bailón, de la que tomó parte de su nombre, fundada por hortelanos el 17 de mayo de 1739 en el Convento de San Diego, según consta en el Diario de Valladolid de Ventura Pérez, y que tenía una función muy solemne el último Domingo de Pascua del Espíritu Santo y en el día del Santo, con misa, sermón y exposición del Santísimo.
En 1951 comenzó a desfilar con su imagen titular en la Procesión del Santísimo Rosario del Dolor, en la tarde del Lunes Santo. Hasta 1958, en que se incorporó el paso de La Sagrada Cena, esta cofradía era la que abría la Procesión General de Viernes Santo.
Dado lo precario de los medios económicos en los primeros años, su paso titular hubo de salir sobre un remolque agrícola hasta 1960, en que la cofradía costeó una carroza por la que desembolsó 30 000 pesetas, con grabados en bajorrelieve que representan escenas de la Pasión del Señor, y que es con la que desfila hasta el día de hoy. 
En 1989, coincidiendo con el 50.º aniversario de su fundación, se acordó nombrar cofrade de honor a Su Santidad Juan Pablo II, quien recibió personalmente a una delegación de cofrades.
En 1992 se incorporó a la Procesión de Nuestra Señora de la Amargura en la tarde de Jueves Santo -llamada de la Amargura de Cristo desde 2011- con su paso titular en 1992, 1993 y 1995 y, en 1994, con un Jesús de Medinaceli de la Iglesia de Nuestra Señora Reina de la Paz, con la intención de representar el momento del Prendimiento de Jesús en el Huerto de los Olivos. Fue precisamente aquel año 1994 cuando la cofradía encargó un nuevo conjunto procesional al imaginero vallisoletano Miguel Ángel Tapia que representase aquel momento. La imagen de Cristo fue entregada en 1995 y al año siguiente pasó a desfilar en la citada procesión de la Amargura. Precisamente, para poder albergar el nuevo conjunto, la cofradía trasladó su sede al Convento del Corpus Christi, de Madres Dominicas.
En 2002 encargó a Miguel Ángel Tapia la realización de una nueva escena de La Oración del Huerto para poder albergar en su sede, dado que el paso histórico se conserva durante todo el año en la iglesia de la Vera Cruz. A partir de 2013, este nuevo paso pasó a desfilar junto con el del Prendimiento en la Procesión de la Amargura de Cristo, mientras que el paso histórico lo haría el Lunes y Viernes Santo.
Ya desde el cincuenta aniversario de la cofradía, ésta venía solicitando a la autoridad eclesiástica organizar una procesión propia, dado que sus salidas el Lunes y el Jueves Santo eran compartidas con otras cofradías. Tras varios proyectos infructuosos, en el contexto de la reforma procesional propuesta por el Obispo auxiliar de Valladolid Luis Argüello, se les autorizó en 2019, para la Semana Santa de 2020, una procesión titular, llamada de Cristo en Getsemaní, en la noche de Jueves Santo, a la par que desaparecía la Procesión de la Amargura de Cristo.
En 2021 trasladó su sede a la iglesia de San Nicolás.

## Imágenes

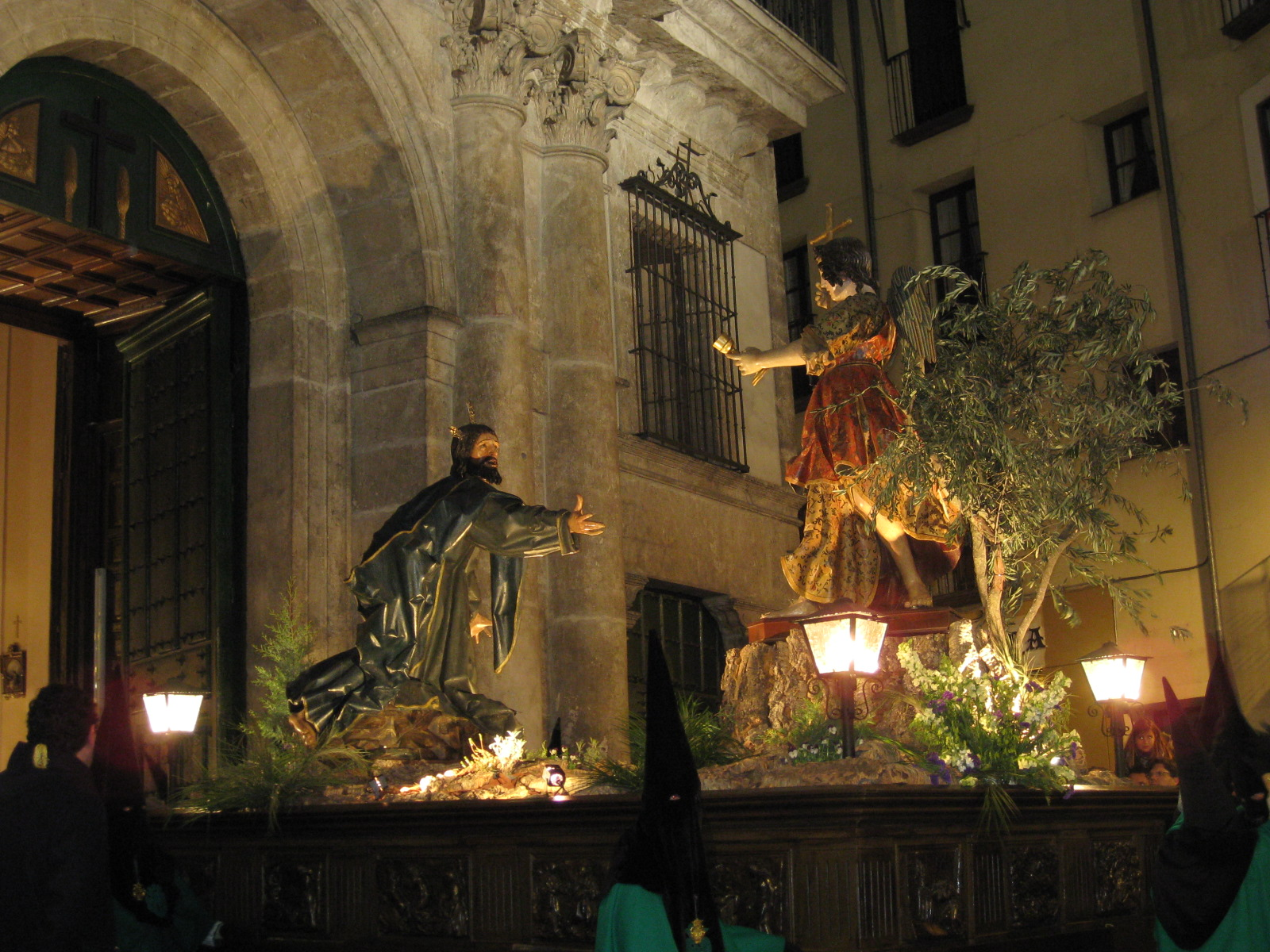
La Oración del Huerto sale de la Iglesia de la Vera Cruz.

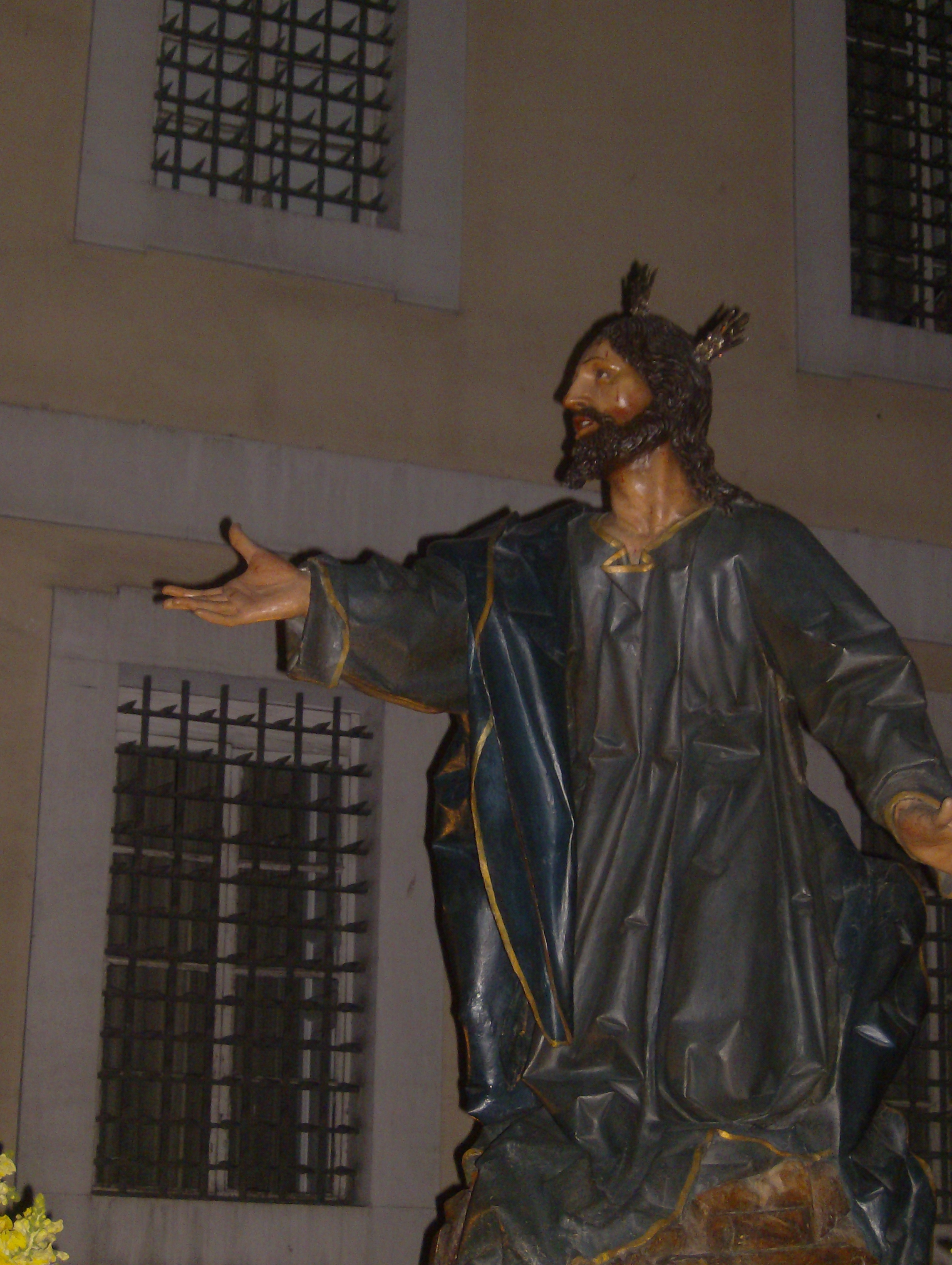
La Oración del Huerto (Andrés de Solanes, 1629), figura de Cristo.

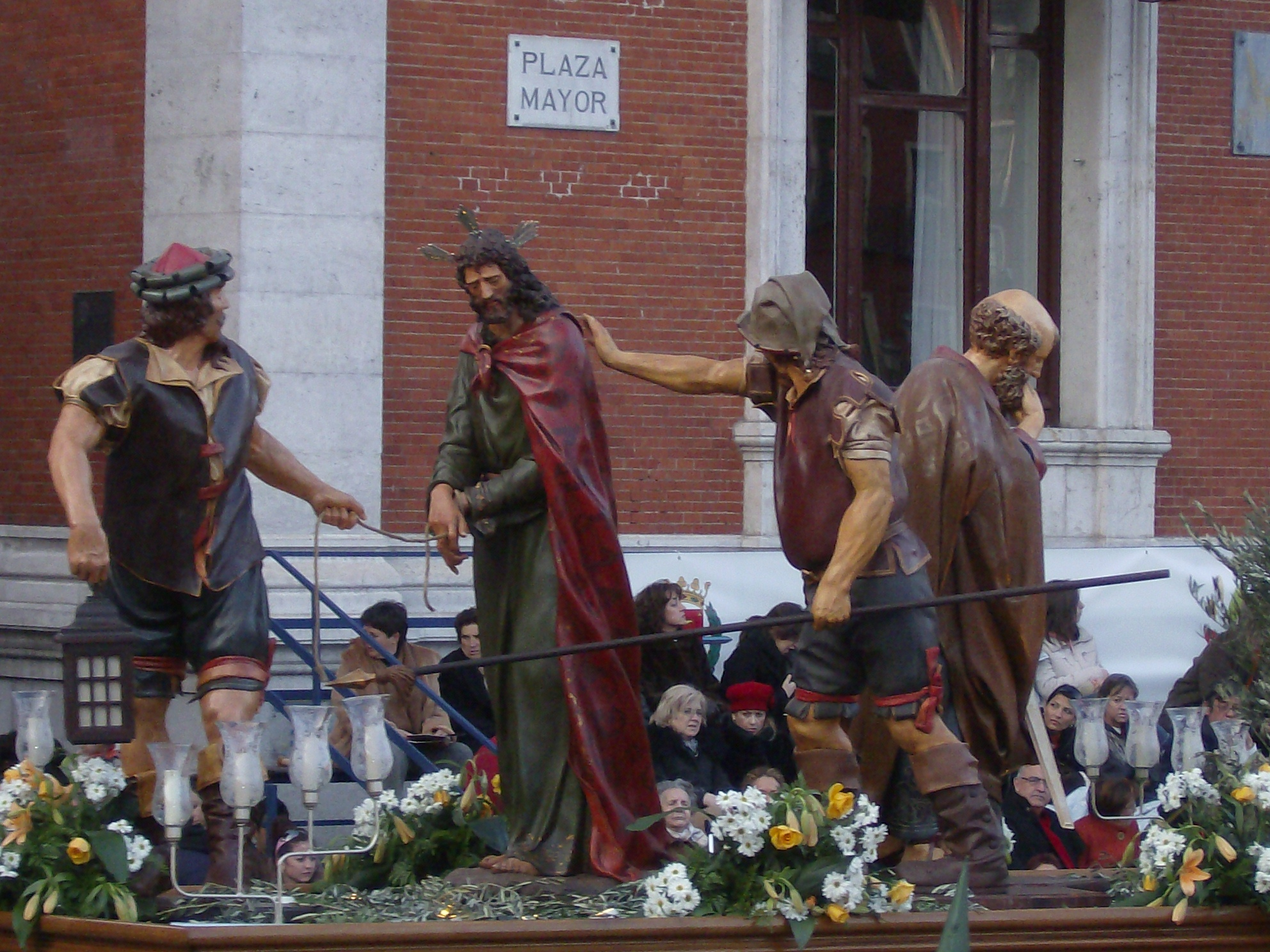
El Prendimiento (Miguel Ángel Tapia), a su paso por la Plaza Mayor, aún sin concluir la escena.

#### La Oración del Huerto histórica
Es obra de Andrés de Solanes (h. 1629), discípulo de Gregorio Fernández, quien lo talló para la Cofradía de la Santa Vera Cruz, pero está cedido desde 1939 a la de la Oración del Huerto. La policromía es obra de Jacinto Rodríguez, Francisco García, López de Vallejo, Pedro de Carrillo y Gregorio Grijelmo. Consta que la cofradía de la Vera Cruz pagó 150 reales a su autor en 1632. Este paso tuvo dos antecedentes del siglo XVI en papelón, tanto en la propia cofradía de la Vera Cruz como en la de la Pasión.
La composición completa incluye seis figuras: Cristo, el ángel, Judas (pelirrojo, como indica la tradición, señalado con el dedo a Jesús) y tres sayones (dos con una lanza y otro con una linterna). En 1769, la Cofradía de la Vera Cruz suprimió las figuras secundarias para realzar la figura de Cristo, de manera que pasó a salir en procesión con las de Cristo y el ángel. En la actualidad, las dos figuras centrales se encuentran en la iglesia de la Vera Cruz y el resto en el Museo Nacional de Escultura.
En 1992 fue restaurado completamente por la Consejería de Cultura de la Junta de Castilla y León, recuperando la policromía original. En 1993 y 1995 la cofradía reconstruyó parcialmente la composición original, añadiendo las figuras de Judas y el sayón de la linterna, pero las dificultades de colocar más figuras en la carroza llevó a desistir de esta opción, encargando una nueva escena que representase el Prendimiento. La posibilidad de volver a montar completa la escena cuenta con la dificultad de que uno de los sayones con lanza forma parte actualmente del paso Padre, perdónalos porque no saben lo que hacen de la Cofradía de las Siete Palabras, que procesiona en el Sermón de las Siete Palabras y en la Procesión General, ambos en Viernes Santo.
El olivo bajo el que ora el Señor es natural y cada año los cofrades van por las fincas próximas solicitando el arbusto para completar el paso.

#### El Prendimiento
Se trata de un conjunto tallado por Miguel Ángel Tapia entre 1995 y 2011. Consta de cinco figuras: Cristo, dos sayones, Malco (criado del Sumo Sacerdote) y San Pedro. El conjunto es de gran dinamismo: Cristo, cautivo, es conducido por dos sayones, mientras que detrás se encuentra Malco en el suelo, con gesto de dolor tras haberle arrancado la oreja San Pedro que, con la espada en la mano, se muestra pensativo por todo lo ocurrido.
Las imágenes, de gran tamaño, robustez y detalle, mantienen la tradición barroca de la Semana Santa vallisoletana. El escultor ha sido especialmente cuidadoso en esta escena, en cuanto que los dos sayones que prenden a Jesús llevan una lanza y una linterna (recuperando la tradición del paso de La Oración del Huerto), mientras que San Pedro posee la misma fisionomía y ropajes que en el paso de Las Lágrimas de San Pedro, el siguiente en la Procesión General. 
Este paso vino desfilando incompleto hasta su conclusión: la figura de Cristo desfiló sola desde 1996 (fue bendecida por el Arzobispo José Delicado Baeza un 20 de febrero) hasta 2004, en el que se añadió el sayón de la linterna. En 2005 se incorporó el de la lanza, San Pedro en 2007 y Malco en 2011, si bien el montaje completo no desfiló por primera vez hasta 2012, en la Procesión de la Amargura de Cristo, debido a la lluvia.

#### La moderna Oración del Huerto
El imaginero Miguel Ángel Tapia realizó una Oración del Huerto con dos figuras (Cristo y el ángel), de estética muy similar al paso histórico de la Vera Cruz, con la finalidad de rendirle culto en el Convento del Corpus Christi. Unos años después, la cofradía planteó la posibilidad de alumbrarlo en procesión, para lo cual el imaginero realizó una adaptación del conjunto en 2012, saliendo a la calle el año siguiente.

## Salidas procesionales

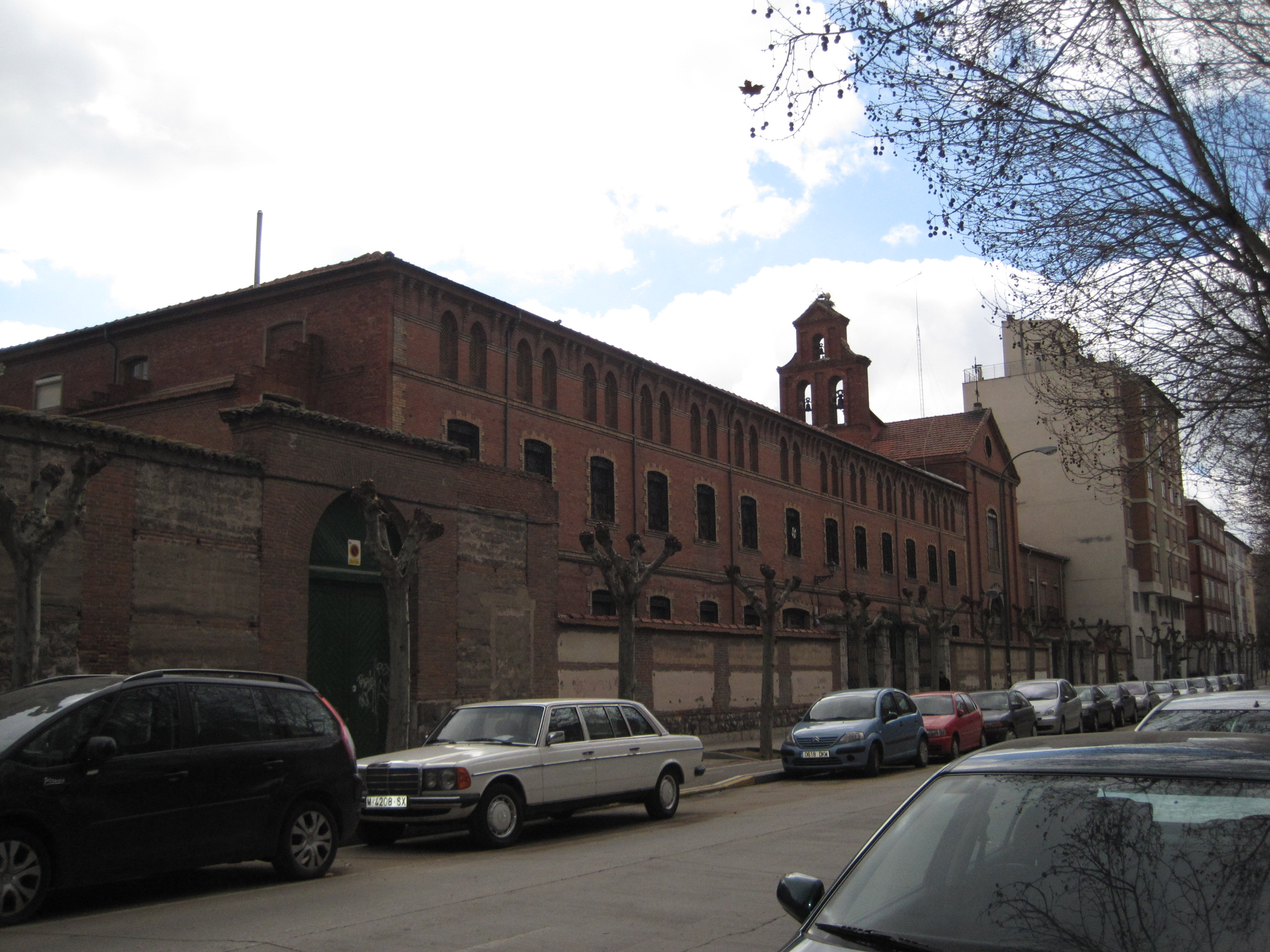
Vista exterior del convento del Corpus Christi, antigua sede de la cofradía.

#### Procesión del Santísimo Rosario del Dolor
Esta procesión, creada en 1951 y que tiene lugar el Lunes Santo a las 20 horas, pretende representar los cinco misterios dolorosos y el dolor de la virgen, participando seis cofradías que efectúan un rezo del rosario. La cofradía abre la procesión ocupándose del primer misterio, la oración de Jesús en el Huerto de los Olivos, con el paso histórico de Solanes.

#### Procesión de Cristo en Getsemamí
Autorizada en 2019, debía salir a la calle el año siguiente el Jueves Santo a las 20 horas, pero la supresión de los desfiles procesionales en 2020 y 2021 debido a la pandemia, lo impidió. El proyecto original incluía dirigirse a la Catedral para realizar Estación de Penitencia ante el Santísimo y, a su regreso, realizar sendos actos de oración ante el Monasterio de las Reverendas Madres Salesas y en la iglesia parroquial de Nuestra Señora de Belén. El cambio de sede realizado en 2021 propició que la procesión definitiva quedase configurada con salida a las 19 horas, un acto de oración en el referido Monasterio y Estación de Penitencia en la Catedral.

#### Procesión General de la Sagrada Pasión del Redentor
En la tarde de Viernes Santo, la cofradía alumbra la Oración del Huerto de Andrés de Solanes y el Prendimiento.

## Otros actos
Realiza en Cuaresma dos triduos, uno a la Oración del Huerto y otro al Cristo del Prendimiento.
El Sábado de Pasión lleva a cabo el besapié al Cristo del Prendimiento, entonando el cántico del Perdón, oh Dios mío.
En el mes de mayo realiza un triduo a su Patrón San Pascual Bailón coincidiendo con la festividad del mismo el 17 de mayo.